# Alex Lanier

Alex Lanier, né le 26 janvier 2005 à Caen, est un joueur français de badminton. Il est pensionnaire de l'INSEP, et étudie la physique à Sorbonne-Université,. En juillet 2025, il atteint la 7ème place mondiale, son meilleur classement. 

## Carrière
Alex Lanier a commencé le badminton à l'âge de 3 ans au club de badminton de Dives-sur-Mer. En 2020, tout juste âgé de 15 ans, il intègre l’INSEP.
Il quitte Dives-sur-Mer, afin de rejoindre le club de l'ASPTT Strasbourg avec lequel il participe au Top 12, le championnat de France Élite des clubs.
Il est nonuple champion de France dans les catégories jeunes entre 2016 et 2021 (5 fois en simple, 3 fois en double et 1 fois en mixte) et quadruple Champion d'Europe U15 (2018), U17 (2021) et U19 (2022).
En juin 2021, il participe au tournoi Lithuanian International (en) où il remporte son premier titre international en finale en battant le joueur canadien B. R. Sankeerth. À ce moment, Alex a 16 ans et 138 jours et devient ainsi le plus jeune joueur européen à remporter un tournoi sénior (le précédent record était détenu par Viktor Axelsen à Chypre en 2010 à 16 ans et 279 jours).
Il remporte son deuxième titre international à l'Italian International (en) en battant le joueur tchèque Jan Louda.
En octobre 2022, il remporte sa première victoire sur un tournoi du World Tour en battant le Japonais Takuma Obayashi à l' Open du Canada. Ce faisant, à 17 ans 8 mois et 6 jours, Alex devient le plus jeune vainqueur de tous les temps d'un tournoi du World Tour super 100.
Reconnu par ses pairs au niveau européen, il est élu Most Promising Player of the year 2022 par Badminton Europe. Il est aussi nommé dans la catégorie Most Promising Player of the Year 2023 par la Fédération mondiale, mais le trophée est remporté par Kodai Naraoka,.
En octobre 2023, il remporte une médaille de bronze aux championnats du monde junior. Il devient ainsi le deuxième français de l’histoire médaillé aux championnats du monde juniors, après l’argent de Christo Popov en 2019.
En 2024, pour la troisième fois consécutive, Alex Lanier est élu Young Player of the Year par la Confédération européenne de badminton.
En août 2024, peu après les Jeux olympiques (pour lesquels il ne s'est pas qualifié) il atteint pour la première fois la finale d'un tournoi Super 750, l'Open du Japon où il domine le Taïwanais Chou Tien-chen qui est alors le 10e joueur mondial. En demi-finale, il avait battu en 3 sets le numéro 1 mondial Shi Yu Qi pour la première fois de sa carrière. Il avait également battu le 6e mondial, Lee Zi Jia dès le premier tour.
Il devient le premier joueur français, et à 19 ans le plus jeune joueur au monde, à remporter un tournoi du World Tour Super 750,. Il écarte notamment tous ses adversaires en deux sets sauf la demi-finale en trois sets contre le numéro 1 mondial.
Lors de la tournée d'automne Européenne 2024, il élimine en Finlande le numéro 2 mondial Anders Antonsen. La semaine suivante, il participe à l'Open du Danemark. Il sort vainqueur de son match face au champion olympique Viktor Axelsen,, puis élimine le Singapourien Loh Kean Yew n°11 mondial et ex champion du monde 2021,. Grâce à ces performances, il devient le numéro un français.
Ses performances depuis août 2024, le positionnent à la 15e place du classement mondial Badminton World Federation. Ce faisant, il devient le premier Français en simple homme de l'histoire du badminton français à atteindre ce niveau de classement mondial,. Il obtient ce classement à 19 ans et 9 mois, en avance de 6 mois par rapport au double champion olympique Viktor Axelsen,. En décembre 2024 il est élu par la Badminton World Federation : "Eddy Choong Rising Star 2024".
Ses smashs figurent parmi les plus puissants du World Tour, il est chronométré à 478 km/h à Shenzhen, 462 km/h et 458 km/h lors du Canada Open 2024.
Après avoir été champion de France à 20 ans, il remporte son premier Super 300 au Orléans Masters le 9 mars 2025, ce qui lui permet de se hisser à la 10e place mondiale. La semaine suivante, il s'incline en demi-finale de l'All England face au taiwanais Chia Hao Lee.
A juste 20 ans et 77 jours il devient le plus jeune joueur de badminton à remporter un Championnat d'Europe simple homme. Il bat le record détenu par  Peter Gade  qui avait remporté le titre en 1998 à l'âge de 21 ans et 132 jours. Il est aussi le premier joueur Français à remporter ce titre.
Juillet 2025, Alex renouvelle sa performance lors du Japan Open 2025 d'accéder à la finale. Il s'incline face au N°1 mondial Shi Yu Qi. Cette performance lui vaut de se classer à la 7è place au classement mondial du BWF World tour.

## Sélections  "Team Event"  équipe de France séniors
Alex Lanier a été sélectionné en équipe de France à 8 reprises. Notamment lors des Championnats d'Europe par équipe en 2023, 2024 et 2025 où la France est titrée vice-championne d'Europe,,.

## Palmarès

### Championnats d'Europe juniors
| Année | Lieu                                             | Adversaire | Score        | Résultat | Réf    |
| ----- | ------------------------------------------------ | ---------- | ------------ | -------- | ------ |
| 2022  | Salle d'athlétisme de Belgrade, Belgrade, Serbie | Jakob Houé | 21-18, 21-12 | Or       | [ 38 ] |

### Championnats du monde juniors
| Année | Lieu                | Adversaire | Score        | Résultat | Réf    |
| ----- | ------------------- | ---------- | ------------ | -------- | ------ |
| 2023  | Spokane, Etats-Unis | Hu Zhe An  | 22-20, 22-20 | Bronze   | [ 12 ] |

### Championnats d'Europe
| Année | Lieu              | Adversaire        | Score        | Résultat | Réf |
| ----- | ----------------- | ----------------- | ------------ | -------- | --- |
| 2025  | Horsens, Danemark | Toma Junior Popov | 21-17, 21-18 | Or       |     |

### Championnats de France
| Année | Adversaire    | Score               | Résultat      |
| ----- | ------------- | ------------------- | ------------- |
| 2023  | Christo Popov | 21-15, 21-23, 21-11 | 1/2 finaliste |
| 2024  | Christo Popov | 21-18, 28-26        | 1/2 finaliste |
| 2025  | Arnaud Merklé | 21-13, 21-16        | Vainqueur     |

| Année | Partenaire | Adversaires                  | Score        | Résultat      |
| ----- | ---------- | ---------------------------- | ------------ | ------------- |
| 2023  | Anne Tran  | Thom Gicquel Delphine Delrue | 21-11, 21-13 | 1/2 finaliste |

### BWF World Tour
Le BWF World Tour, qui a été annoncé le 19 mars 2017 et mis en place en 2018, est une série de tournois de badminton d'élite homologués par la Fédération mondiale de badminton. Le BWF World Tour est divisé en plusieurs niveaux comprenant les World Tour Finals, Super 1000, Super 750, Super 500, Super 300 (faisant partie du HSBC World Tour) et le BWF Tour Super 100.
| Année | Tournoi                       | Niveau     | Adversaire           | Score               | Résultat      | Réf    |
| ----- | ----------------------------- | ---------- | -------------------- | ------------------- | ------------- | ------ |
| 2022  | Open du Canada                | Super 100  | Takuma Obayashi (en) | 21-12, 12-21, 21-13 | Vainqueur     | [ 9 ]  |
| 2023  | Syed Modi India International | Super 300  | Kenta Nishimoto (en) | 21-17, 13-21, 21-17 | 1/2 finaliste |        |
| 2023  | Open de Saarbrucken           | Super 300  | Chou Tien-chen       | 21-19, 19-21, 21-15 | 1/2 finaliste | [ 40 ] |
| 2024  | Open du Canada                | Super 500  | Koki Watanabe (en)   | 20-22, 21-17, 21-6  | finaliste     | [ 41 ] |
| 2024  | Open du Japon                 | Super 750  | Chou Tien-chen       | 21-17, 22-20        | Vainqueur     | [ 42 ] |
| 2024  | Open du Danemark              | Super 750  | Koki Watanabe (en)   | 16-21, 13-21        | 1/2 finaliste | [ 43 ] |
| 2025  | Orléans Masters               | Super 300  | Lin Chun-yi (en)     | 21-13, 21-18        | Vainqueur     |        |
| 2025  | Open d'Angleterre             | Super 1000 | Lee Chia-hao (en)    | 21-19, 14-21, 17-21 | 1/2 finaliste |        |
| 2025  | Open du Japon                 | Super 750  | Shi Yu Qi (en)       | 21-17, 21-15        | Finaliste     |        |

### BWF International Challenge/Series
- BWF International Challenge
- BWF International Series
- BWF Future Series

| Année | Tournoi                               | Niveau               | Adversaire              | Score               | Résultat  | Réf    |
| ----- | ------------------------------------- | -------------------- | ----------------------- | ------------------- | --------- | ------ |
| 2021  | Internationaux de Lituanie            | Future Series        | B. R. Sankeerth (en)    | 18-21, 23-21, 21-15 | Vainqueur | [ 6 ]  |
| 2021  | Internationaux de Lettonie            | Future Series        | Meiraba Maisnam (en)    | 15-21, 21-12, 20-22 | Finaliste | [ 44 ] |
| 2021  | Internationaux d'Italie               | International Series | Jan Louda (en)          | 21-12, 18-21, 21-11 | Vainqueur | [ 45 ] |
| 2022  | Internationaux d'Estonie              | International Series | Kok Jing Hong (en)      | 22-20, 21-15        | Vainqueur |        |
| 2023  | Internationaux d'Estonie              | International Series | Yushi Tanaka (en)       | 13-21, 21-15, 12-21 | Finaliste |        |
| 2023  | Open de Pologne                       | International Series | Kalle Koljonen          | 21-14, 21-15        | Vainqueur |        |
| 2023  | Irish Open                            | International Series | Nhat Nguyen (en)        | 13-21, 19-21        | Finaliste | [ 46 ] |
| 2024  | Luxembourg Open                       | International Series | Jason Teh Jia Heng (en) | 21-17, 21-15        | Vainqueur | [ 47 ] |
| 2024  | Open de Danemark                      | International Series | Yushi Tanaka (en)       | 21-15, 12-21, 11-21 | Finaliste | [ 48 ] |
| 2024  | Open de Nantes FZ Forza International | International Series | Pablo Abián (en)        | 21-14, 21-13        | Vainqueur | [ 49 ] |

## Vie privée
Alex Lanier est le fils d'Estelle et de David Lanier, tous les deux joueurs de badminton. Son père, David, a été membre des équipes de France de voile dans les années 1990. Son frère aîné Théo est également joueur de badminton de niveau national.